# Вайзе, Готтфрид
Эвальд Франц Готтфрид Вайзе (нем. Ewald Franz Gottfried Weise; 11 марта 1921, Вальденбург, Веймарская республика — 1 марта 2000, Золинген, Германия) — унтершарфюрер СС, надзиратель концлагеря Освенцим.

## Биография
Готтфрид Вайзе родился 11 марта 1921 года в семье подрядчика. После посещения народной школы в 1935 году начал обучение на каменщика, которое успешно закончил в апреле 1939 года. В период с 1935 по 1938 год посещал ремесленное училище, государственную коммерческую школу и строительную школу. Он не смог закончить обучение на техника-строителя из-за того, что в сентябре 1940 года его призвали на военную службу.
В ноябре 1937 года, будучи 16-летним подростком, был принят в гитлерюгенд. В 1940 году добровольно поступил на службу в войска СС. В сентябре 1941 года на Восточном фронте был тяжело ранен и лишился глаза.
В мае 1944 года был откомандирован в концлагерь Освенцим, где следил за женскими и мужскими сортировочными группами заключенных в ведомстве по вещам заключённых и денежным средствам. Заключённые его особенно боялись, он имел репутацию жестокого и непредсказуемого надзирателя СС, его называли «Вильгельмом Теллем Освенцима». В июне/июле 1944 года убил заключённого за то, что тот не приступил тотчас к работе после короткого перерыва, и двух других заключённых, оставшихся в поезде по прибытии в лагерь, выстрелами в голову. Очевидцы говорили, что Вайзе ставил на голову детей консервные банки для стрельбы, а потом убивал их выстрелами в голову.
После окончания войны работал прорабом в Золингене. С 26 октября 1986 по 28 января 1988 года по его делу проходил судебный процесс. 28 января 1988 года земельным судом Вупперталя был приговорён к пожизненному тюремному заключению за пятикратное убийство. Однако Вайзе обжаловал данное решение и был отпущен на свободу, внеся залог в 300 000 немецких марок. 19 апреля 1989 года после того как высший земельный суд Дюссельдорфа отклонил пересмотр дела, он бежал из под своего ареста в Швейцарию. Под именем Герхард Зибер проживал в кантоне Берн, однако позже был выслежен и арестован после того, как обратился в больницу с сердечным приступом. 4 апреля 1997 года был помилован министром внутренних дел земли  Северный Рейн-Вестфалия Францем-Йозефом Книолой по состоянию здоровья. Умер в 2000 году.